# Mickey 17
Mickey 17 är en amerikansk science fiction-film med premiär 2025. Filmen är regisserad, skriven och medproducerad av Bong Joon-ho och baserad på Edward Ashtons roman Mickey7 från 2022. I de bärande rollerna ses Robert Pattinson, Steven Yeun, Naomi Ackie, Toni Collette och Mark Ruffalo.
Filmen hade biopremiär i Sverige den 7 mars 2025, efter att ha blivit uppskjuten på grund av skådespelar- och manusförfattarstrejkerna i Hollywood 2023.

## Handling
Filmen kretsar kring Mickey 17, som är en utbytbar anställd, på en expedition i syfte att kolonisera isplaneten Niflheim. När en upplaga av honom dör återskapas han på nytt med merparten av minnet intakt.

## Rollista (i urval)
- Robert Pattinson – Mickey Barnes
- Steven Yeun – Berto
- Naomi Ackie – Nasha
- Toni Collette – Gwen
- Mark Ruffalo – Hieronymous Marshall
- Chelsea Li
- Daniel Henshall
- Sam Woodhams[2]